# Август фон Липе-Браке
Август фон Липе-Браке (на немски: August zu Lippe-Brake; * 9 септември 1644 в дворец Браке в Лемго; † 19 юни 1701 в Нойвид) от род Липе е граф на Липе-Браке, фелдмаршал и таен военен съветник на Хесен-Касел и ландкомтур на Балей Хесен на Тевтонския орден.
Той е най-малкият син от 12-те деца на граф Ото фон Липе-Браке (1589 – 1657) и съпругата му графиня Маргарета фон Насау-Диленбург (1606 – 1661), дъщеря на граф Георг фон Насау-Диленбург (1562 – 1623) и втората му съпруга графиня Амалия фон Сайн-Витгенщайн (1585 – 1633). Най-големият му брат е граф Казимир (1627 – 1700).
Август фон Липе-Браке избира военната кариера и се бие при щатхалтер Уилям III Орански в Нидерландската война против Франция и нейните съюзници. Той започва служба при ландграф Карл в Хесен-Касел. През 1684 г. той влиза в Тевтонския орден и 1688 г. става ландкомтур на Балей Хесен до смъртта си. През 1689 г., след избухването на Пфалцската наследствена война (1688 – 1697) той става шеф на регимента от Хесен-Касел, след Йохан Ернст фон Насау-Вайлбург, и се бие до края на войната против войската на Луи XVI и се издига на фелдмаршал.
Август фон Липе-Браке умира на 56 години неженен и бездетен на 19 юни 1701 г. в Нойвид и е погребан на 21 август 1701 г. според завещанието му в църквата „Св. Елизабет“ в Марбург.
Поставени са му два епитафи, един в църквата в Браке, другият в Марбург.